# Systropha kazakhstaniensis
Systropha kazakhstaniensis là một loài Hymenoptera trong họ Halictidae. Loài này được Patiny mô tả khoa học năm 2004.